# مدارة (الحيمة الخارجية)

تعديل مصدري - تعديل

مدارة هي إحدى قرى عزلة الجحادب بمديرية الحيمة الخارجية التابعة لمحافظة صنعاء، بلغ تعداد سكانها 259 نسمة حسب تعداد اليمن لعام 2004.